# Tẩy sáp Brasil
Tẩy sáp Brazil (tiếng Bồ Đào Nha: Brazilian wax) là một hình thức tẩy lông được giới thiệu ở New York vào năm 1987 bởi bảy chị em người Brasil (Sisters J). Hình thức tẩy lông này là một phương pháp loại bỏ lông rất phổ biến ở Hoa Kỳ và được phổ biến bởi các bộ phim Sex and the City và Những bà nội trợ kiểu Mỹ.
Sáp Brazil khác với các loại sáp khác vì lông được lấy ra từ phía trước và có sự loại bỏ hoàn toàn lông từ mông và liền kề với hậu môn và đáy chậu. "Đường băng" thường được để ở phía trước, nhưng phụ nữ có thể chọn phong cách Hollywood, loại bỏ hoàn toàn lông.

## Các phong cách

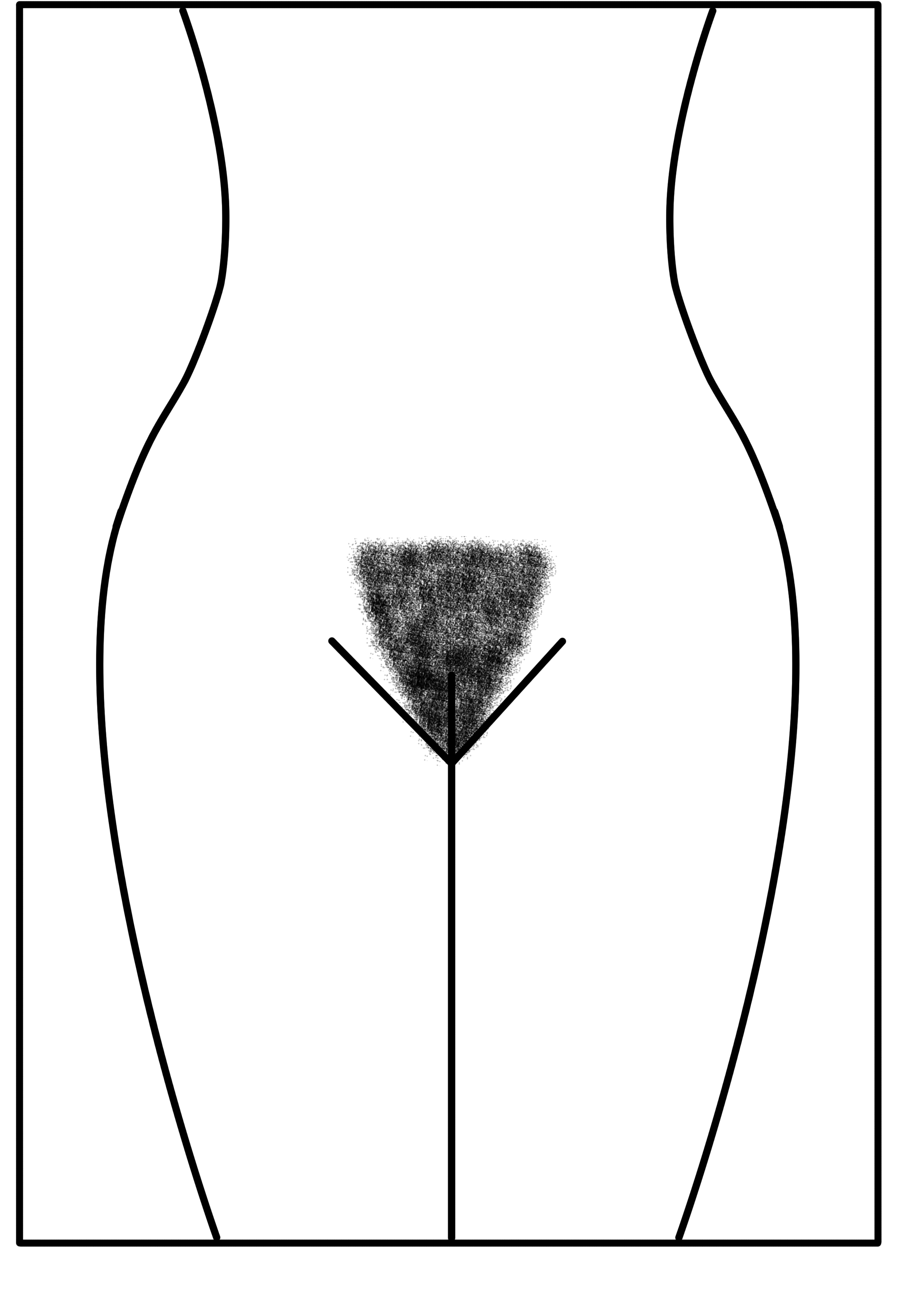
Lông mu tự nhiên
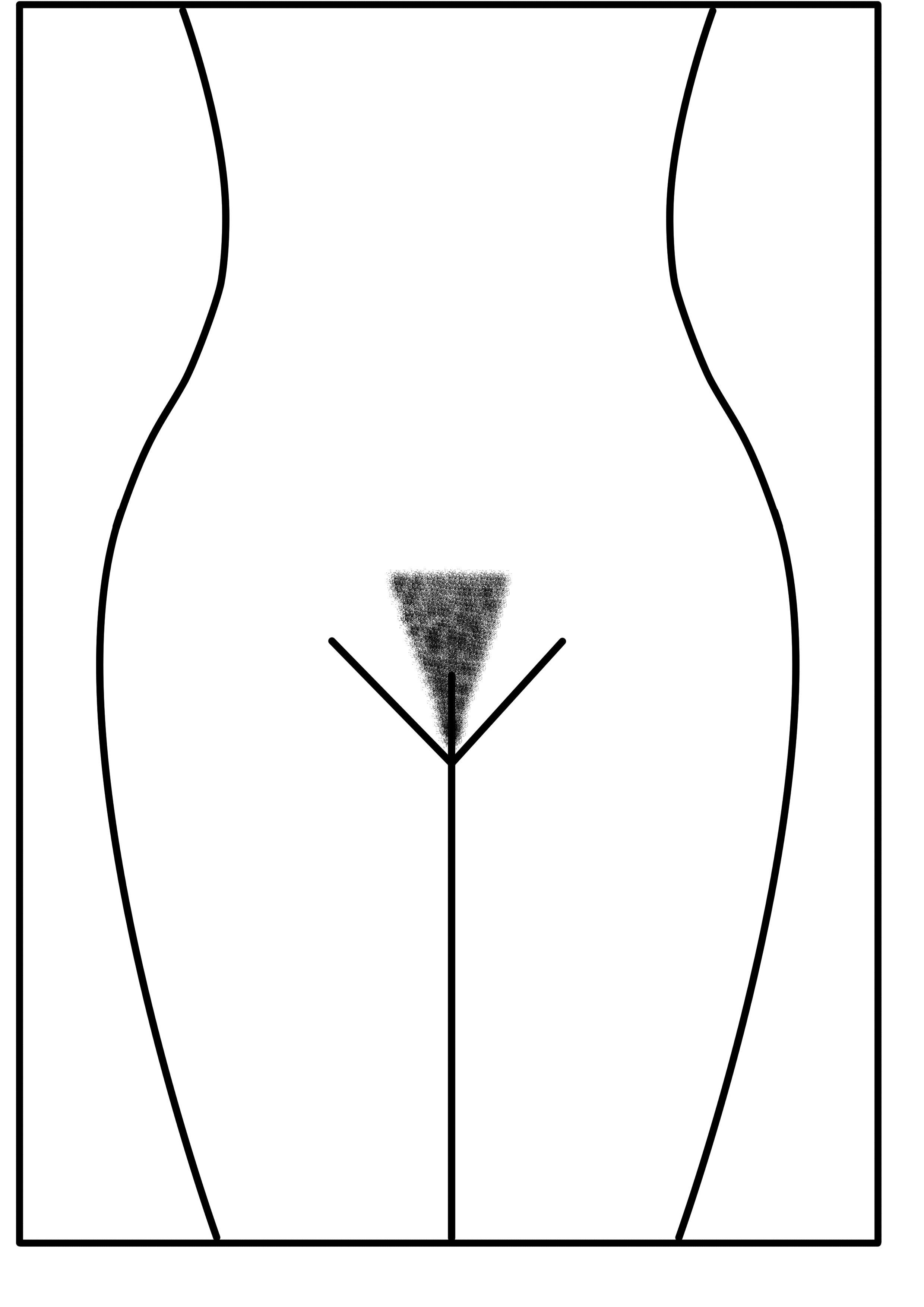
Lông giới hạn để mặc bikini
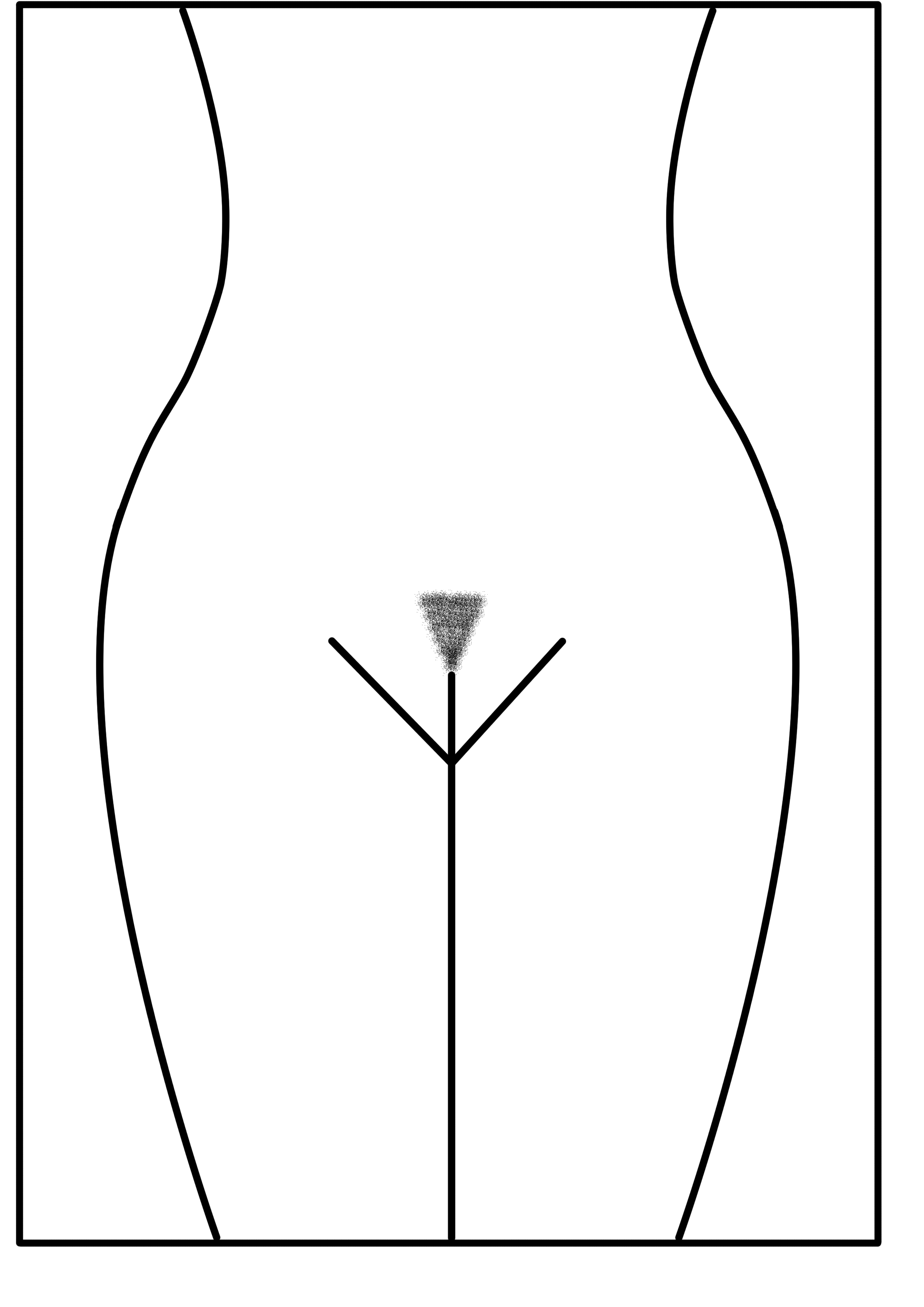
Phong cách tam giác
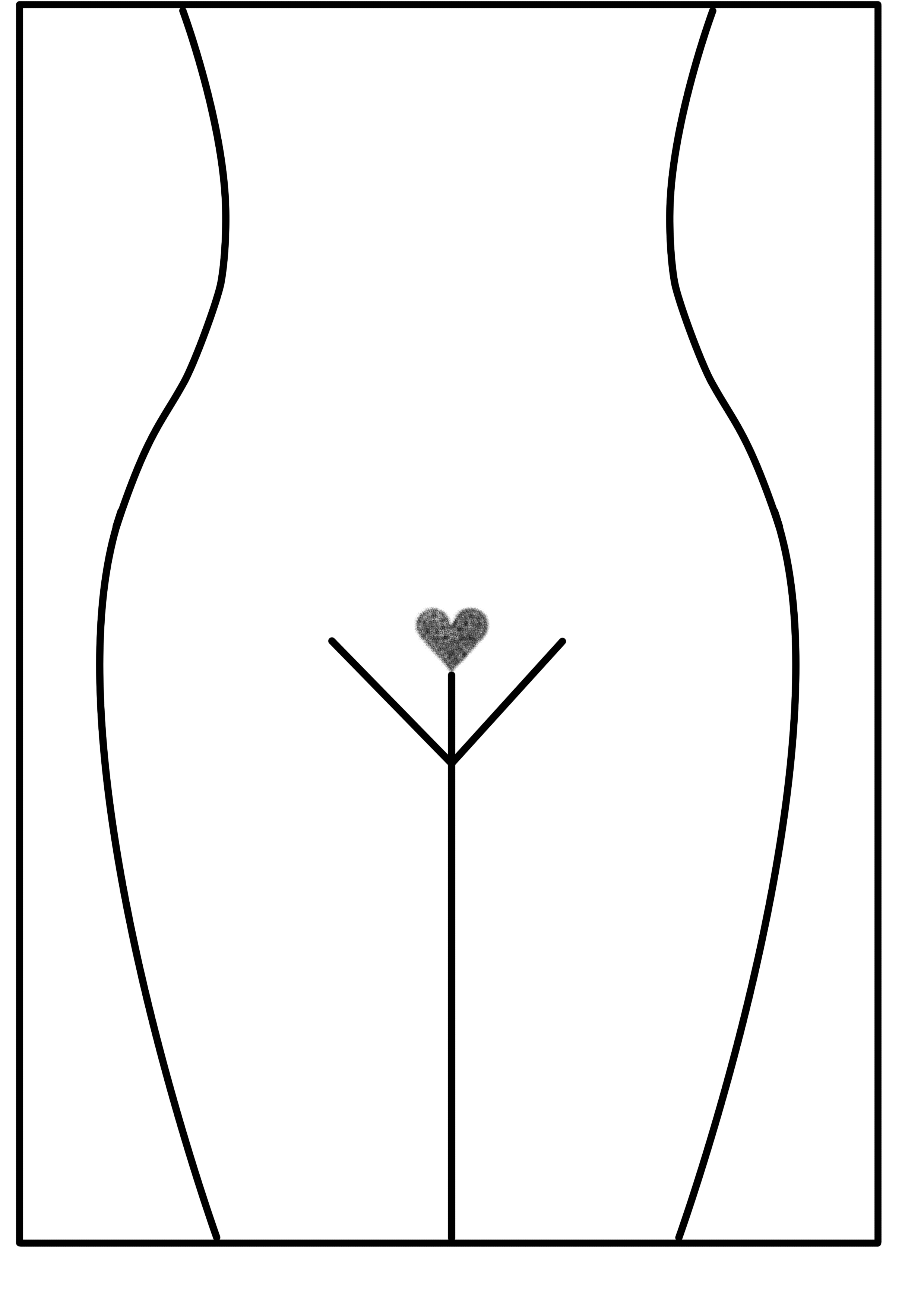
Phong cách Trái tim (hay Người yêu)
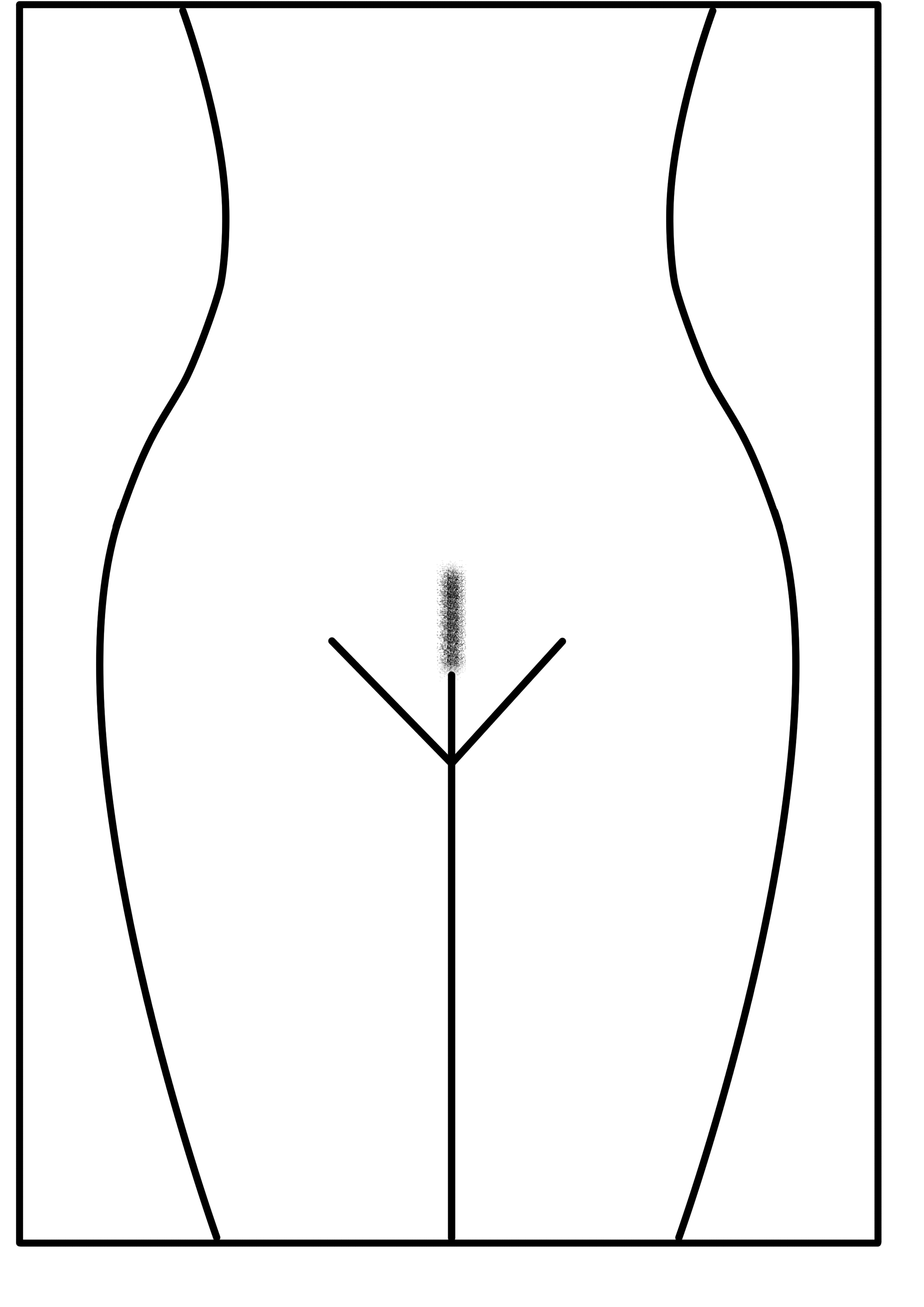
Brazilian wax (hay "Đường băng")
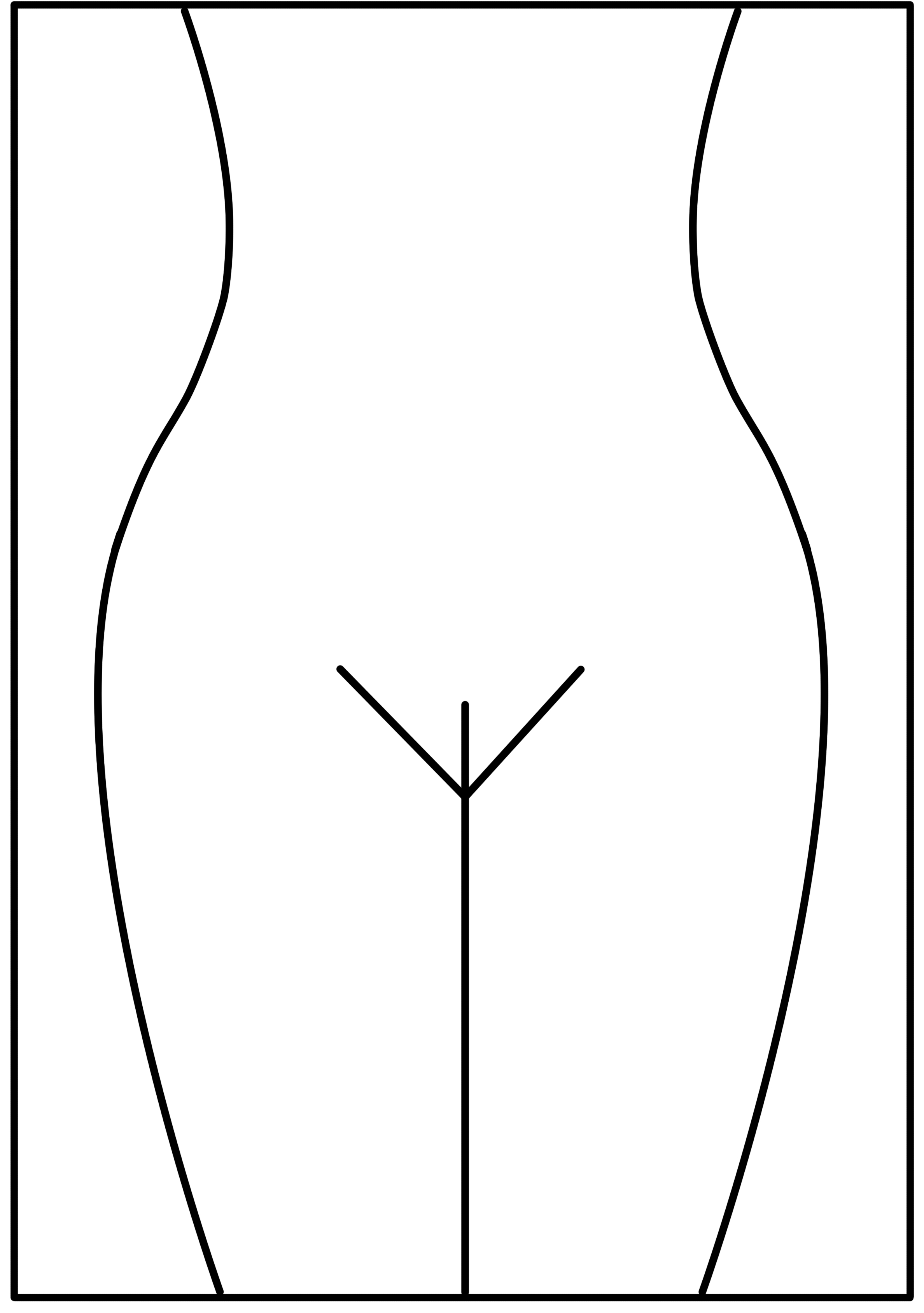
Brazilian wax (full wax) hay Hollywood

## Các phong cách bằng hình

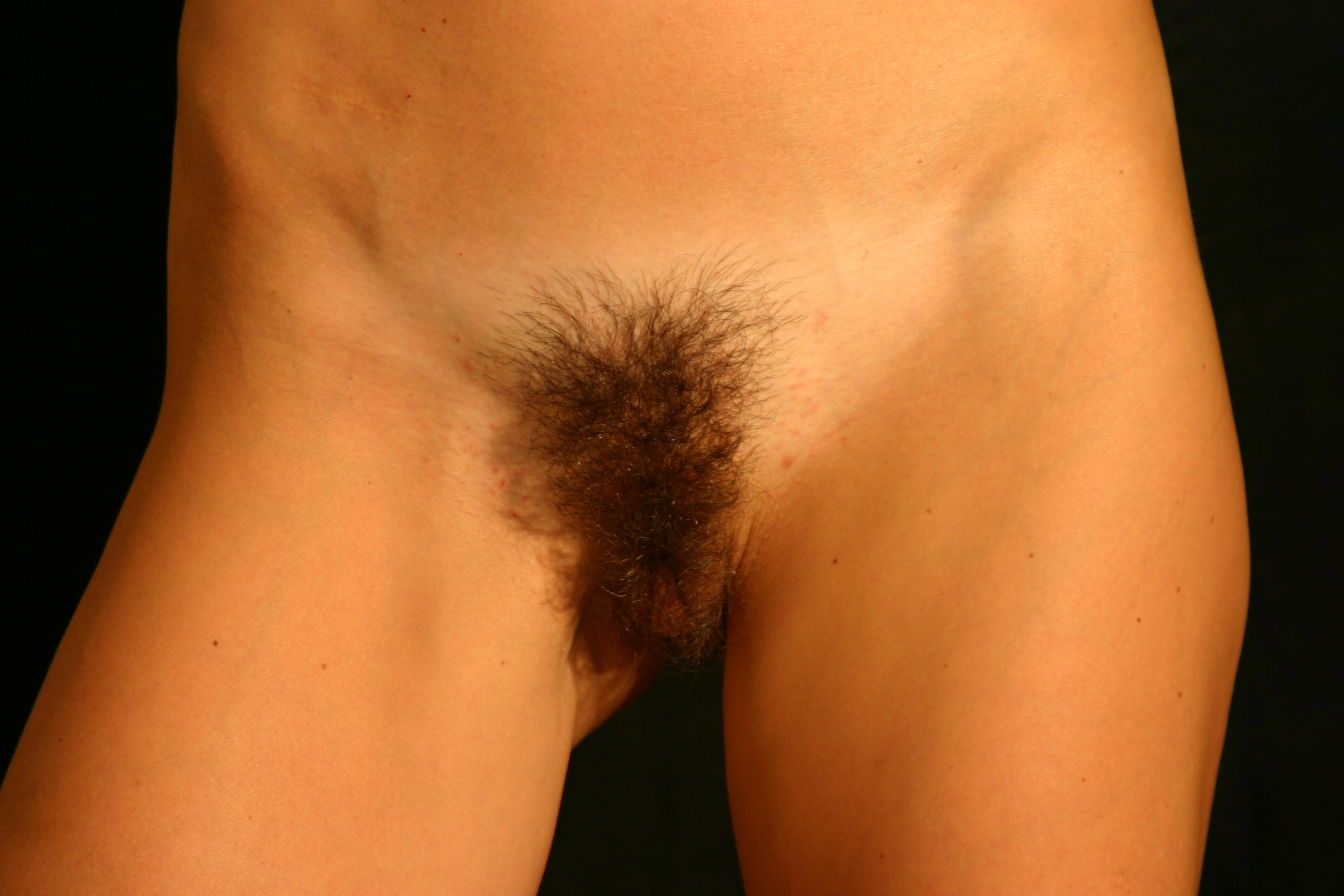
Lông mu tự nhiên
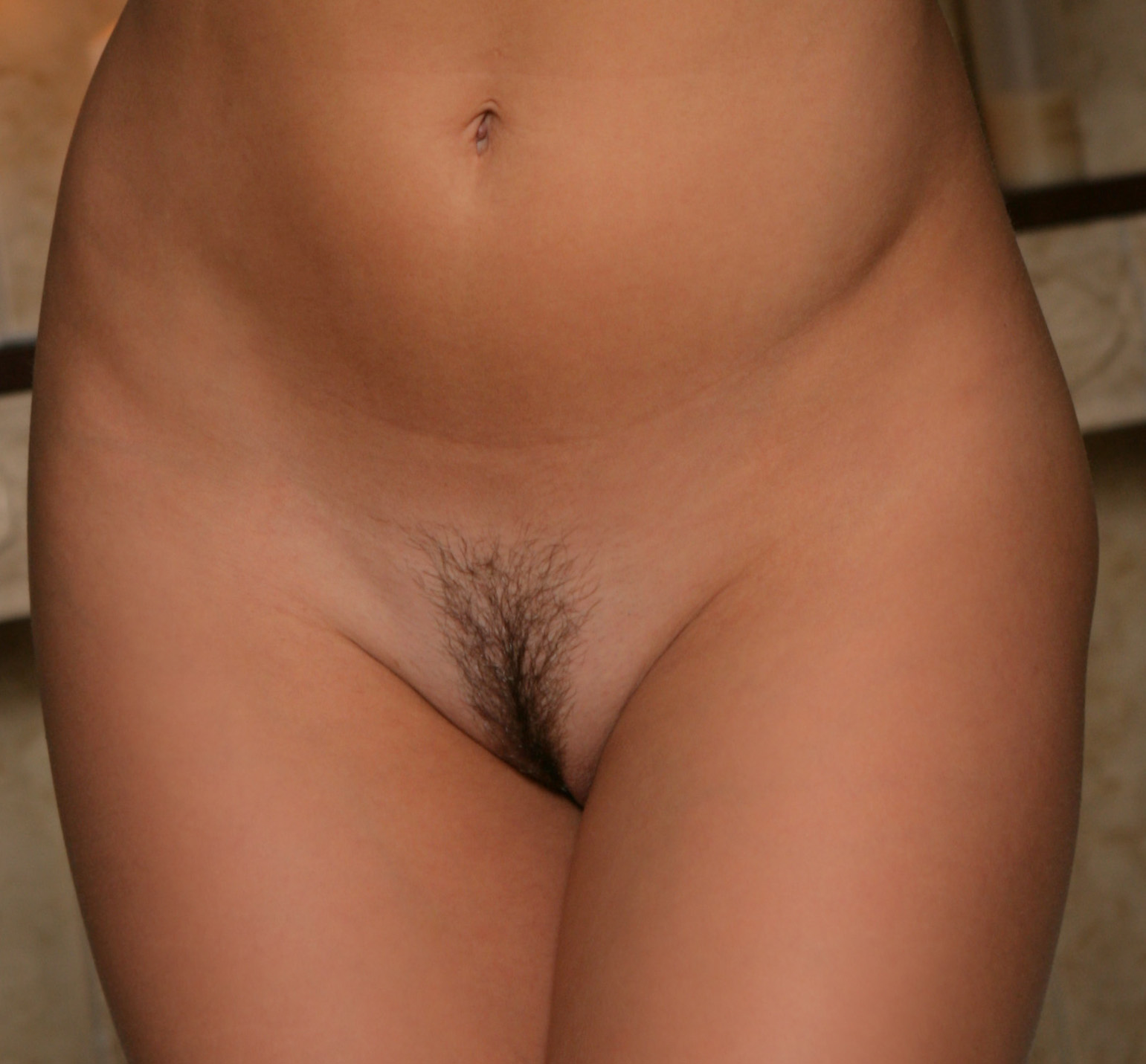
Lông giới hạn để mặc bikini
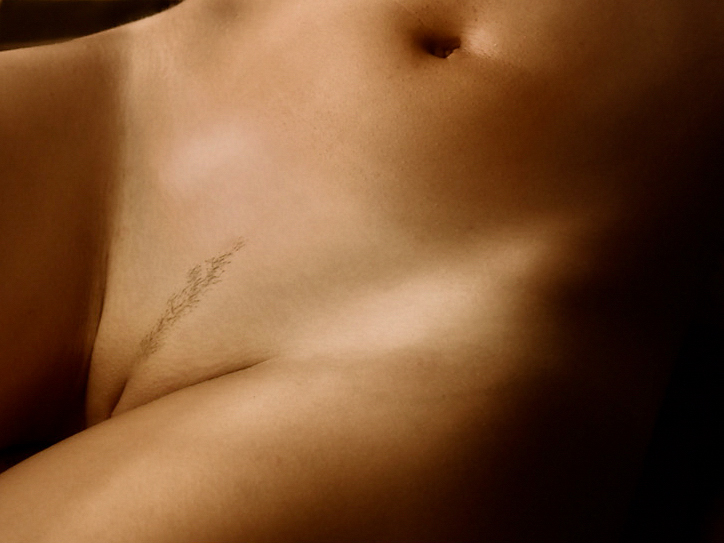
Kiểu "Đường băng"
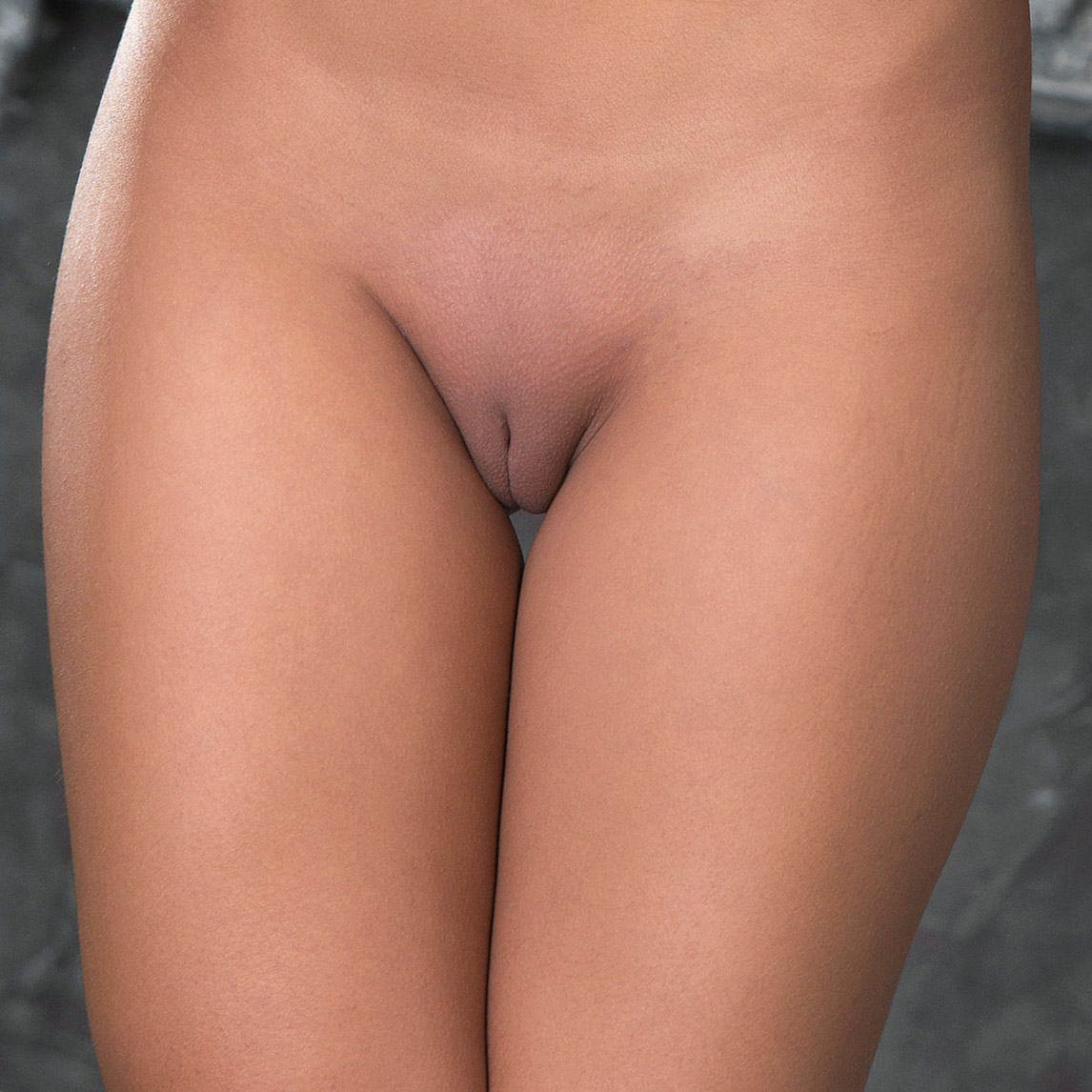
Kiểu Brazilian wax (full wax) hay "Hollywood"
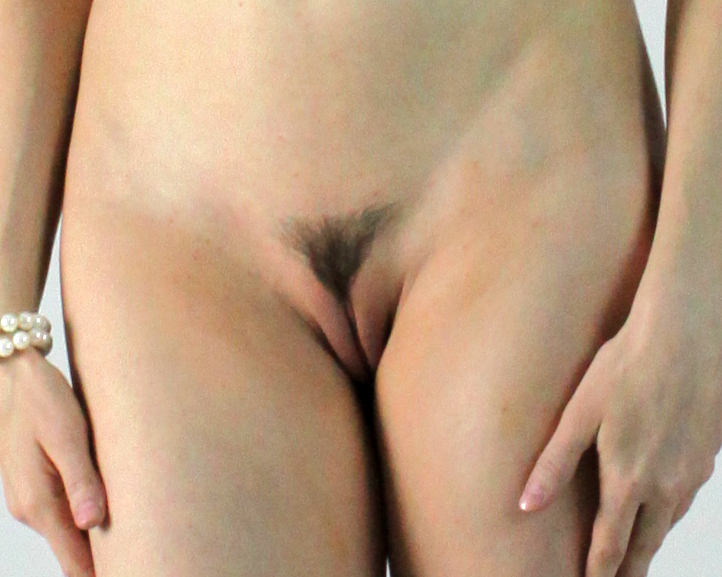
Kiểu "Tam giác"